# Высокоскоростная пассажирская линия Шанхай — Куньмин

Высокоскоростная пассажирская линия Шанхай — Куньмин

Высокоскоростная пассажирская линия Шанхай — Куньмин (кит. трад. 沪汉蓉快速客运通道) — широкомасштабный проект по организации беспересадочного железнодорожного сообщения между крупнейшими городами Китая и провинциальными центрами, соединяющий Шанхай, столицу провинции Чжэцзян город Ханчжоу, столицу провинции Цзянси город Наньчан, столицу провинции Хунань город Чанша, столицу провинции Гуйчжоу город Гуйян, столицу провинции Юньнань город Куньмин. Линия строилась параллельно уже существующей обычной железной дороге Шанхай — Куньмин, которая не удовлетворяла современным требованиям по скоростям и пассажирообороту.

## Общие сведения
Проект является частью глобального проекта строительства сети высокоскоростных железных дорог в Китае, основная часть которой соответствует формуле «4 + 4» — четыре меридиональные высокоскоростные линии с севера на юг, и четыре широтные с востока на запад.
Эта широтная трасса длиной около 2066 км рассчитана на движение со скоростью 350 км/ч (с 2011 года понижено до 300 км/ч). Железная дорога строилась по участкам, которые вводились в эксплуатацию поочерёдно. Начало строительства первого этапа — 28 декабря 2008 года. Первый этап (Шанхай — Ханчжоу) был пущен в 26 октября 2010 года. В конце 2009 и в 2010 году началось строительство других участков дороги, которое велось параллельно. 16 сентября 2014 года стартовало движение поездов на участке Наньчан — Чанша Часть трассы от Ханчжоу до Наньчана была открыта в декабре 2014 года. Всю трассу предполагалось открыть в 2017 году, но она была пущена в 2016 году.

## Структура дороги
1. Скоростная железная дорога Шанхай — Ханчжоу (202 км). Пущена в эксплуатацию в декабре 2008 года. На испытаниях была достигнута скорость движения 422 км/час. Наличие этой дороги ставит под сомнение план продлить Шанхайский маглев до Ханчжоу.
2. Скоростная железная дорога Ханчжоу — Чанша (921 км). Пущена в эксплуатацию в декабре 2014 года.
3. Скоростная железная дорога Чанша — Куньмин (1167 км). Планировалась к 2017 году, по пущена в декабре 2016 года[5][6]

## Соединения с другими высокоскоростными магистралями
В Ханчжоу дорога разветвляется, ей продолжением является Прибрежная высокоскоростная пассажирская линия Шанхай - Ханчжоу - Фучжоу - Шэньчжэнь.
В Чанша дорога пересекается с Высокоскоростной пассажирской линией Пекин — Гонконг.